# Persone di nome Karim
| Questa pagina contiene informazioni ricavate automaticamente dalle voci biografiche con l'ausilio del template Bio e di un bot. L'aggiornamento è periodico e automatico e ricostruisce completamente la pagina. Se manca una persona in questa lista, sei pregato di non aggiungerla, ma accertati piuttosto che la sua voce biografica contenga il template Bio e che i dati anagrafici siano correttamente compilati. Se il template Bio manca, inseriscilo tu stesso o, in alternativa, metti l'avviso {{tmp\|Bio}} che ne segnala la mancanza. Se i dati riportati sono sbagliati, correggi direttamente la voce biografica; le modifiche saranno visibili in questa lista entro pochi giorni. Per chiarimenti vedi il progetto antroponimi. La lista contiene solo le 80 persone che sono citate nell'enciclopedia e per le quali è stato implementato correttamente il template Bio. Pagina aggiornata al 16 ott 2024. |

Questa è una lista di persone presenti nell'enciclopedia che hanno il prenome Karim, suddivise per attività principale.

## Allenatori di calcio(4)
- Karim Bagheri, allenatore di calcio e ex calciatore iraniano (Tabriz, n. 1974)
- Karim Belhocine, allenatore di calcio e ex calciatore francese (Vénissieux, n. 1978)
- Karim Essediri, allenatore di calcio e calciatore tunisino (Meaux, n. 1979)
- Karim Abdul Razak, allenatore di calcio e ex calciatore ghanese (Kumasi, n. 1956)

## Allenatori di calcio a 5(1)
- Karim Bachar, allenatore di calcio a 5 e ex giocatore di calcio a 5 belga (Anversa, n. 1975)

## Arbitri di calcio(1)
- Karim Abed, arbitro di calcio francese (Brignoles, n. 1988)

## Artisti(1)
- Karim Bakry, artista egiziano (Svezia)

## Astisti(1)
- Karim Sène, ex astista senegalese (Condat, n. 1971)

## Attivisti(1)
- Karim Franceschi, attivista, scrittore e ex militare italiano (Casablanca, n. 1989)

## Attori(6)
- Karim Adda, attore, regista e sceneggiatore francese (Francia, n. 1972)
- Karim Belkhadra, attore francese (Aubervilliers, n. 1963)
- Karim Capuano, attore e personaggio televisivo italiano (Barletta, n. 1975)
- Karim El-Kerem, attore spagnolo (New York, n. 1987)
- Dulé Hill, attore statunitense (East Brunswick, n. 1975)
- Karim Leklou, attore francese (Sèvres, n. 1982)

## Attori pornografici(1)
- Zenza Raggi, ex attore pornografico marocchino (Casablanca, n. 1970)

## Avvocati(1)
- Karim Ahmad Khan, avvocato britannico (Edimburgo, n. 1970)

## Calciatori(37)
- Karim Aït-Fana, ex calciatore francese (Limoges, n. 1989)
- Karim Ansarifard, calciatore iraniano (Ardabil, n. 1990)
- Karim Aouadhi, calciatore tunisino (Mégrine, n. 1986)
- Karim Aribi, calciatore algerino (Reghaïa, n. 1994)
- Karim Attoumani, calciatore francese (Saint-Denis, n. 2001)
- Karim Azamoum, ex calciatore francese (Rognac, n. 1990)
- Karim Bellarabi, ex calciatore tedesco (Berlino, n. 1990)
- Karim Benounes, ex calciatore francese (Lilla, n. 1984)
- Karim Benyamina, ex calciatore algerino (Dresda, n. 1981)
- Karim Benzema, calciatore francese (Lione, n. 1987)
- Karim Boudiaf, calciatore algerino (Rouen, n. 1990)
- Karim Cissé, calciatore guineano (Conakry, n. 2004)
- Karim Coulibaly Diaby, calciatore ivoriano (Abidjan, n. 1989)
- Karim El Ahmadi, ex calciatore marocchino (Enschede, n. 1985)
- Karim El Debes, calciatore egiziano (Shibin El Qanater, n. 2003)
- Karim El Eraki, calciatore egiziano (n. 1997)
- Karim Essikal, calciatore belga (Bruxelles, n. 1996)
- Karim Fegrouch, ex calciatore marocchino (Kenitra, n. 1982)
- Karim Ghazi, ex calciatore algerino (Algeri, n. 1979)
- Karim Hafez, calciatore egiziano (Il Cairo, n. 1996)
- Karim Haggui, ex calciatore tunisino (Kasserine, n. 1984)
- Karim Izrailov, ex calciatore kirghiso (n. 1987)
- Karim Kerkar, ex calciatore algerino (Givors, n. 1977)
- Karim Konaté, calciatore ivoriano (Koumassi, n. 2004)
- Karim Laribi, calciatore tunisino (Milano, n. 1991)
- Karim Fouad, calciatore egiziano (Mansura, n. 1999)
- Karim Maroc, ex calciatore algerino (Tonnay-Charente, n. 1958)
- Karim Matmour, ex calciatore algerino (Strasburgo, n. 1985)
- Karim Allawi, ex calciatore iracheno (n. 1960)
- Karim Onisiwo, calciatore austriaco (Vienna, n. 1992)
- Karim Rekik, calciatore olandese (L'Aia, n. 1994)
- Karim Rossi, calciatore svizzero (Zurigo, n. 1994)
- Karim Saddam, ex calciatore iracheno (n. 1960)
- Karim Saidi, ex calciatore tunisino (Tunisi, n. 1983)
- Karim Soltani, ex calciatore francese (Brest, n. 1984)
- Karim Zaza, ex calciatore marocchino (Brøndby, n. 1975)
- Karim Ziani, ex calciatore algerino (Sèvres, n. 1982)

## Cavalieri(1)
- Karim Laghouag, cavaliere francese (Roubaix, n. 1975)

## Cestisti(6)
- Karim Atamna, ex cestista e allenatore di pallacanestro francese (Cluses, n. 1980)
- Karim Jallow, cestista tedesco (Monaco di Baviera, n. 1997)
- Karim Malpica, ex cestista messicano (Città del Messico, n. 1978)
- Karim Ouattara, ex cestista francese (Charenton-le-Pont, n. 1979)
- Karim Shabazz, ex cestista statunitense (Queens, n. 1978)
- Karim Souchu, ex cestista francese (Senlis, n. 1979)

## Designer(1)
- Karim Rashid, designer egiziano (Il Cairo, n. 1960)

## Dirigenti sportivi(1)
- Karim Guédé, dirigente sportivo e ex calciatore togolese (Amburgo, n. 1985)

## Giocatori di calcio a 5(3)
- Karim Aoudia, giocatore di calcio a 5, ex calciatore e giocatore di beach soccer norvegese (n. 1986)
- Karim Bali, giocatore di calcio a 5 belga (Anversa, n. 1986)
- Karim Chaïbaï, ex giocatore di calcio a 5 belga (n. 1982)

## Giocatori di football americano(1)
- Karim Ben El Ghali, giocatore di football americano tedesco (Rothenburg ob der Tauber, n. 2000)

## Giocatori di squash(1)
- Karim Abdel Gawad, giocatore di squash egiziano (Alessandria d'Egitto, n. 1991)

## Lottatori(1)
- Karim Ibrahim El-Sayed, lottatore egiziano (n. 1986)

## Matematici(1)
- Karim Adiprasito, matematico tedesco (Aquisgrana, n. 1988)

## Musicisti(1)
- Karim Qqru, musicista, produttore discografico e compositore italiano (Alghero, n. 1982)

## Rapper(4)
- Heuss l'Enfoiré, rapper francese (Gennevilliers, n. 1992)
- Lacrim, rapper francese (Parigi, n. 1985)
- French Montana, rapper marocchino (Casablanca, n. 1984)
- Monet192, rapper svizzero (San Gallo, n. 1997)

## Registi(3)
- Karim Aïnouz, regista e sceneggiatore brasiliano (Fortaleza, n. 1966)
- Karim Dridi, regista, sceneggiatore e direttore della fotografia tunisino (Tunisi, n. 1961)
- Karim Hussain, regista, sceneggiatore e direttore della fotografia canadese (Ottawa, n. 1974)

## Rugbisti a 15(1)
- Karim Jammal, rugbista a 15 libanese (Worcester, n. 1988)

## Tennisti(1)
- Karim Alami, ex tennista marocchino (Casablanca, n. 1973)